# 온주귤
온주귤(溫州橘) 또는 온주밀감(溫州蜜柑)은 운향과의 과일 나무(상록 활엽 소교목)이다. 감귤나무(Citrus reticulata) 재배종으로, 포멜로(C. maxima) DNA를 22% 정도 포함한다. 이름은 원산지인 중국의 "원저우(한국 한자음: 온주)"에서 따왔으며, 일본에서 많은 품종이 개발되었기 때문에 서양에서는 일본식 한자 독음인 "운슈(unshiu)귤" 또는 일본에서 서양으로 귤이 수출되는 곳이었던 "사쓰마"의 이름을 딴 "사쓰마귤"로도 알려져 있다.
과거에는 별개의 식물학적 종(Citrus unshiu (Yu.Tanaka ex Swingle) Marcow.)으로 보기도 했다. 다나카 체계에서는 감귤류가 유엽귤(C. deliciosa), 온주귤(C. unshiu), 탄제린(C. tangerina) 등을 포함하는 여러 종으로 나뉘었으나, 스윙글 체계에서는 감귤나무(C. reticulata) 한 종으로 통합되어 기술되었다. 현대 유전자 분석 연구 결과는 스윙글의 단일종 분류와 일치하며, 감귤나무 간 차이는 교잡의 정도에 따른 것이라는 점도 밝혀졌다. 온주귤은 다른 감귤나무 재배종보다 더 많은 포멜로 DNA(약 22%)를 보유한다.

## 특징
온주귤나무는 키 3~5m이고 가지가 퍼지며 가시가 없다. 잎은 어긋나고 타원형으로 가장자리가 밋밋하며 잎자루의 날개는 뚜렷하지 않다. 꽃은 6월에 백색으로 핀다. 꽃받침조각과 꽃잎은 5개씩이고 수술은 많으며 암술은 1개이다. 열매는 편구형(扁球形)이고 지름은 5-8cm이며 황적색으로 성숙한다. 과실 껍질이 잘 떨어지고 열매는 생식한다.

## 재배
한국에서는 남해안 기후대에서 재배되며 조생종·중생종·만생종 등 10여 종류가 있다. 《세종실록》 19권 1423년(세종 5년) 1월 1일 기사에 일본 구주 총관(九州摠管) 원의준(源義俊, 미나모토 요시토시)이 온주귤 1천 개를 포함한 토산물을 바쳤다는 기록이 있다. 현대적 재배는 1911년 천주교 서홍성당(현 "면형의 집")에 거주하던 엄다께 신부가 일본에 있는 친구에게 제주에 자생하는 제주벚나무 몇 그루를 보내주었고, 그 답례로 받은 '미장온주(Owari Unshiu)' 14그루를 시험재배한 것이 시작이다. 당시 받아서 재배하던 미장온주 14그루 중 1그루가 아직 제주도 서귀포시 서홍동 면형의 집에 남아 있고, 현재도 감귤이 열리고 있다.
대표적인 재배품종은 다음과 같다.
- 광도7호(Hiroshimakaken 7 gou)
- 궁천조생(Miyagawa-wase)
- 상도조생(Sangdo-josaeng)
- 인자조생(Inja-joseang)
- 일남1호(Nichinan no.1)
- 탐나조생(Tamna-josaeng)
- 하례조생(Harye-josaeng)
- 하양조생(Hayang-josaeng)
- 흥진조생(Okitsu-wase)
- 히나노히메(Hina-no-hime)
- 히노사야카(Hinosayaka)
- 히노아케보노(Hinoakebono)

## 같이 보기
- 제주감귤